# Myitnge
Der Myitnge (မြစ်ငယ်), Nam Tu oder Dokhtawaddy (ဒုဋ္ဌဝတီမြစ်) ist ein etwa 577 km langer linker Nebenfluss des Irrawaddy in Myanmar. Der Name hat die Bedeutung „kleiner Fluss“, im Gegensatz zum Irrawaddy, dessen Name „großer Fluss“ bedeutet.

## Flusslauf
- Karte mit allen Koordinaten:
- OSM |
- WikiMap

Der Myitnge entspringt 10 km östlich von Namsalat auf einer Höhe von etwa 900 m. Das Quellgebiet befindet sich 54 km von der chinesischen Grenze entfernt im Nordosten des Shan-Staats. Der Myitnge fließt anfangs etwa 140 Kilometer nach Westen. Er passiert dabei die wenige Kilometer weiter nördlich gelegene Kleinstadt Hsenwi. Bei Flusskilometer 484 trifft der Nam Hkai von Norden kommend auf den Fluss. Der Myitnge fließt nun in überwiegend südwestlicher Richtung durch den Shan-Staat. Bei Flusskilometer 414 befindet sich die Stadt Namtu am Flusslauf. Bei Flusskilometer 344 mündet der Nam Ma von Osten kommend in den Fluss. Die Stadt Hsipaw befindet sich bei Flusskilometer 332 am rechten Flussufer. 100 Kilometer oberhalb der Mündung wird der Myitnge von der Talsperre Yeywa (⊙) auf einer Länge von 80 Kilometern aufgestaut. Im Unterlauf wendet sich der Myitnge in Richtung Westnordwest. Er nimmt noch den Zawgyi und den Pan Laung von links auf, bevor er 13 km südwestlich von Mandalay in den Irrawaddy mündet. An der Mündung befinden sich die Orte Ava (am linken Flussufer) und Sagaing (gegenüber der Flussmündung).
148 Kilometer oberhalb der Talsperre Yeywa befindet sich der Standort der im Bau befindlichen Talsperre Upper Yeywa (⊙).

## Einzugsgebiet
Das Einzugsgebiet des Myitnge umfasst etwa 46.000 km². Davon entfallen etwa 30.000 km² auf den eigentlichen Flusslauf des Myitnge sowie 16.000 km² auf den Zawgyi, der wenige Kilometer oberhalb der Mündung des Myitnge auf diesen trifft.